# Шемпель, Виктор Иванович
Виктор Иванович Шемпель (6 февраля 1908, Минск — 23 августа 1975) — белорусский советский агрохимик. Академик Национальной академии наук Беларуси (1950; член-корреспондент с 1940), академик Академии сельскохозяйственных наук БССР (1957—1961). Заслуженный деятель науки БССР (1968).

## Биография
Окончил Белорусскую сельскохозяйственную академию (1929). С 1933 года работал в Институте агропочвоведения и удобрений АН БССР (с 1937 года — Институт социалистического сельского хозяйства): заведующий отделом (1936—1940), заместитель директора (1940—1941). В 1942—1946 гг. — учёный секретарь Президиума АН БССР, с 1946 года — директор Института социалистического сельского хозяйства АН БССР, с 1949 года — ректор Белорусской сельскохозяйственной академии. В 1952—1973 гг. — директор Белорусского НИИ земледелия Министерства сельского хозяйства БССР (до 1956 года — Институт социалистического сельского хозяйства АН БССР). В 1973—1975 гг. — заведующий отделом этого института. В 1957—1959 гг. — академик-секретарь Отделения земледелия, мелиорации и растениеводства, в 1959—1961 гг. — академик-секретарь Отделения земледелия и растениеводства Академии сельскохозяйственных наук БССР.

## Научный и практический вклад
Научные работы посвящены вопросам известкования кислых дерново-подзолистых почв (в частности, соотношению между кальцием и магнием в почвенном поглощающим комплексе), эффективного использования минеральных и органических удобрений под сельскохозяйственные культуры, основам системы удобрений в севооборотах с посевами многолетних трав. На основании исследований роли магния показал целесообразность использования для известкования муки, сделанной из доломитов месторождения Гралево.
Автор более 80 научных работ, в том числе 2 монографий.

### Основные работы
- Действие извести и известково-магнезиальных смесей на урожайность овса и гороха, на динамику почвенных процессов и на поступление зольных элементов в растение. 1934.
- Значение кальция и магния при известковании целинных почв. Минск, 1939.
- Роль калийных удобрений в повышении урожайности сельскохозяйственных культур на почвах БССР. Минск, 1953.
- Роль калийных удобрений в повышении плодородия кислых суглинистых дерново-подзолистых почв БССР (совм. с К. Т. Старовойтовым) // Влияние длительного применения удобрений на плодородие почвы и продуктивность севооборотов. М., 1960.
- Влияние систем удобрения на урожайность сельскохозяйственных культур, использование растениями калия и количество его в почве. 1974.

## Награды
Награждён орденами Ленина (1966), Октябрьской Революции (1971), Трудового Красного Знамени (1949, 1958), «Знак Почёта» (1944).